# Arquidiócesis de Montes Claros

Regional CNBB Leste 2.

Mapa de la Arquidiócesis de Montes Claros.

La arquidiócesis de Montes Claros (en latín: Archidioecesis Montisclarensis y en portugués: Arquidiocese de Montes Claros) es una circunscripción eclesiástica de la Iglesia católica en Brasil. Se trata de una arquidiócesis latina, sede metropolitana de la provincia eclesiástica de Montes Claros. Desde el 14 de diciembre de 2022 su arzobispo es José Carlos Souza Campos.

## Territorio y organización
La arquidiócesis tiene 45 520 km² y extiende su jurisdicción sobre los fieles católicos de rito latino residentes en 40 municipios del estado de Minas Gerais: Montes Claros, Berizal, Bocaiúva, Botumirim, Brasília de Minas, Campo Azul, Capitão Enéas, Claro dos Poções, Coração de Jesus, Cristália, Engenheiro Navarro, Francisco Dumont, Francisco Sá, Fruta de Leite, Glaucilândia, Grão Mogol, Guaraciama, Ibiaí, Itacambira, Japonvar, Jequitaí, Josenópolis, Juramento, Lagoa dos Patos, Lontra, Luislândia, Mirabela, Novorizonte, Olhos-d'Água, Padre Carvalho, Patis, Ponto Chique, Rubelita, Salinas, Santa Cruz de Salinas, São João da Lagoa, São João do Pacuí, São João da Ponte, Taiobeiras y Ubaí.
La sede de la arquidiócesis se encuentra en la ciudad de Montes Claros, en donde se halla la Catedral de Nuestra Señora Aparecida.
En 2019 en la arquidiócesis existían 64 parroquias agrupadas en 7 sectores: Norte, Sul, Sudeste, Sudoeste, Oeste, Leste y Centro.
La arquidiócesis tiene como sufragáneas a las diócesis de: Janaúba, Januária y Paracatu.

## Historia

### Diócesis
La diócesis de Montes Claros fue erigida el 10 de diciembre de 1910 con la bula Postulat sane del papa Pío X, obteniendo el territorio de la diócesis de Diamantina (hoy arquidiócesis de Diamantina).
El 2 de abril de 1914 cedió algunos territorios a la diócesis de Araçuaí: el municipio de Fortaleza de Minas, Águas Vermelhas, entonces parte del municipio de Salinas, así como porciones de los municipios de Araçuaí y Jequitinhonha. Al mismo tiempo recibió el municipio de Paracatu de la diócesis de Uberaba (hoy arquidiócesis de Uberaba).
Originalmente era sufragánea de la arquidiócesis de Mariana, el 28 de junio de 1917 pasó a formar parte de la provincia eclesiástica de la arquidiócesis de Diamantina.
El 1 de marzo de 1929 cedió una parte de su territorio para la erección de la prelatura territorial de Paracatu (hoy diócesis de Paracatu) mediante la bula Pro munere sibi divinitus del papa Pío XI.
El 15 de junio de 1957 cedió una parte de su territorio para la erección de la diócesis de Januária mediante la bula Laeto auspicio del papa Pío XII.
El 18 de diciembre de 1965, con la carta apostólica Maria virgo, el papa Pablo VI proclamó a la Santísima Virgen María, invocada con el título de Madre de la Iglesia, como patrona principal de la diócesis, y san Pío X como patrono secundario.
El 5 de julio de 2000 cedió otra parte de su territorio para la erección de la diócesis de Janaúba mediante la bula Maiori bono Christifidelium del papa Juan Pablo II.

### Arquidiócesis
El 25 de abril de 2001 la diócesis fue elevada al rango de arquidiócesis metropolitana con la bula Maiori Christifidelium del papa Juan Pablo II.

## Estadísticas
De acuerdo al Anuario Pontificio 2020 la arquidiócesis tenía a fines de 2019 un total de 678 806 fieles bautizados.
| Año                                                                             | Población            | Población | Población      | Sacerdotes | Sacerdotes    | Sacerdotes    | Bautizados por sacerdote | Diáconos permanentes | Religiosos | Religiosos | Parroquias |
| Año                                                                             | Bautizados católicos | Total     | % de católicos | Total      | Clero secular | Clero regular | Bautizados por sacerdote | Diáconos permanentes | Varones    | Mujeres    | Parroquias |
| ------------------------------------------------------------------------------- | -------------------- | --------- | -------------- | ---------- | ------------- | ------------- | ------------------------ | -------------------- | ---------- | ---------- | ---------- |
| 1950                                                                            | 700 000              | 701 000   | 99.9           | 33         | 18            | 15            | 21 212                   |                      | 8          | 41         | 26         |
| 1965                                                                            | 580 000              | 600 000   | 96.7           | 37         | 19            | 18            | 15 675                   |                      | 18         | 72         | 21         |
| 1968                                                                            | 625 000              | 650 000   | 96.2           | 38         | 15            | 23            | 16 447                   |                      | 31         | 60         | 18         |
| 1976                                                                            | 600 000              | 660 000   | 90.9           | 35         | 17            | 18            | 17 142                   |                      | 28         | 52         | 23         |
| 1980                                                                            | 647 000              | 704 000   | 91.9           | 35         | 14            | 21            | 18 485                   |                      | 34         | 49         | 23         |
| 1987                                                                            | 832 000              | 902 000   | 92.2           | 44         | 20            | 24            | 18 909                   |                      | 33         | 92         | 27         |
| 1999                                                                            | 993 000              | 1 078 000 | 92.1           | 50         | 27            | 23            | 19 860                   |                      | 33         | 129        | 34         |
| 2000                                                                            | 650 000              | 762 000   | 85.3           | 46         | 23            | 23            | 14 130                   | 1                    | 42         | 114        | 29         |
| 2001                                                                            | 609 604              | 762 005   | 80.0           | 45         | 21            | 24            | 13 546                   | 1                    | 48         | 127        | 31         |
| 2002                                                                            | 609 604              | 762 005   | 80.0           | 50         | 24            | 26            | 12 192                   | 1                    | 53         | 100        | 31         |
| 2003                                                                            | 586 143              | 732 679   | 80.0           | 53         | 30            | 23            | 11 059                   | 8                    | 61         | 80         | 42         |
| 2004                                                                            | 549 509              | 732 679   | 75.0           | 61         | 31            | 30            | 9008                     | 9                    | 49         | 80         | 37         |
| 2013                                                                            | 659 000              | 811 000   | 81.3           | 106        | 72            | 34            | 6216                     | 18                   | 50         | 101        | 57         |
| 2016                                                                            | 675 000              | 832 000   | 81.1           | 118        | 78            | 40            | 5720                     | 19                   | 50         | 99         | 63         |
| 2019                                                                            | 678 806              | 860 299   | 78.9           | 119        | 83            | 36            | 5704                     | 43                   | 53         | 62         | 64         |
| Fuente: Catholic-Hierarchy, que a su vez toma los datos del Anuario Pontificio. |                      |           |                |            |               |               |                          |                      |            |            |            |

## Episcopologio
- João Antônio Pimenta † (7 de marzo de 1911-20 de julio de 1943 falleció)
- Aristides de Araújo Porto † (20 de julio de 1943 por sucesión-7 de abril de 1947 falleció)
- Antônio de Almeida Moraes Junior † (29 de septiembre de 1948-17 de noviembre de 1951 nombrado arzobispo de Olinda y Recife)
- Luís Victor Sartori † (4 de marzo de 1952-10 de enero de 1956 nombrado obispo coadjutor de Santa María)
- José Alves de Sà Trindade † (27 de mayo de 1956-1 de junio de 1988 retirado)
- Geraldo Majela de Castro, O.Praem. † (1 de junio de 1988 por sucesión-7 de febrero de 2007 retirado)
- José Alberto Moura, C.S.S. (7 de febrero de 2007-21 de noviembre de 2018 retirado)
- João Justino de Medeiros Silva (21 de noviembre de 2018 por sucesión-9 de diciembre de 2021 nombrado arzobispo de Goiânia)
- José Carlos Souza Campos, desde el 14 de diciembre de 2022